# Rosa Giannetta Alberoni
Rosa Giannetta (Trevico, 11 de abril de 1945-Milán, 3 de enero de 2021) fue una socióloga italiana, periodista y catedrática de Sociología General.

## Biografía
Se formó en 1974 en la Universidad Libre de Lengua y Comunicación de Milán, se casó en 1988 con el académico Francesco Alberoni, y por este, en muchas publicaciones ella usa los dos apellidos.
Escribió en periódicos como La Stampa y Il Giorno y en revistas como Gioia, Anna y Oggi.
Se posiciona en contra el darwinismo, afirmando que esta teoría produce actitudes como racismo, clasismo y discriminación biológica.
Falleció el 3 de enero de 2021 en su residencia de Milán, a los 75 años de edad.

## Publicaciones
- L'era dei mass media (1986)
- L'orto del paradiso (1989)
- Io voglio (1992)
- Complicità e competizione (1992)
- Paolo e Francesca (1994)
- Gli esploratori del tempo, Le concezioni della storia da Vico a Popper (1994)
- Sinfonia (1999)
- La montagna di luce (2005)
- La cacciata di Cristo (2008)
- Il Dio di Michelangelo e la Barba di Darwin (2008)
- Intrigo al Concilio Vaticano II (2010)